# 50 Cent/Auszeichnungen für Musikverkäufe

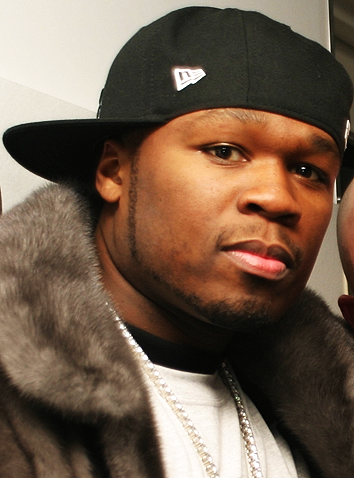
50 Cent (2006)

Dies ist eine Übersicht über die Auszeichnungen für Musikverkäufe des US-amerikanischen Rappers 50 Cent. Die Auszeichnungen finden sich nach ihrer Art (Gold, Platin usw.), nach Staaten getrennt in chronologischer Reihenfolge, geordnet sowie nach den Tonträgern selbst, ebenfalls in chronologischer Reihenfolge, getrennt nach Medium (Alben, Singles usw.), wieder.

## Auszeichnungen
| - Vereinigtes Königreich - 2013: für das Album Guess Who’s Back - 2017: für die Single My Life - 2018: für die Single You Don’t Know - 2021: für die Single Hustler’s Ambition - 2022: für die Single Best Friend - 2022: für das Lied Patiently Waiting - 2022: für die Single Disco Inferno - 2024: für die Single Big Rich Town - 2024: für das Lied When It Rains It Pours - 2024: für die Single I’m the Man - Argentinien - 2003: für das Album Get Rich or Die Tryin’ - Australien - 2005: für die Single Just a Lil Bit - 2024: für das Lied Never Enough - 2024: für die Single You Don’t Know - Belgien - 2003: für die Single In da Club - 2005: für das Album The Massacre - 2007: für das Album Curtis - Brasilien - 2023: für das Lied Many Men (Wish Death) - 2023: für die Single I’ll Still Kill - 2023: für die Single 21 Questions - 2023: für die Single Straight to the Bank - 2023: für die Single Best Friend - 2023: für die Single Window Shopper - 2023: für die Single Outta Control - 2023: für die Single My Life - 2024: für die Single Right There - 2024: für die Single Crack a Bottle - 2024: für die Single How We Do - 2024: für das Lied Is This Love (’09) - Dänemark - 2007: für die Single Ayo Technology - 2013: für das Streaming In da Club - 2022: für die Single How We Do - 2022: für die Single Just a Lil Bit - 2022: für die Single Down on Me - 2022: für die Single 21 Questions - 2022: für das Lied Many Men (Wish Death) - 2023: für die Single If I Can’t - 2025: für das Lied Remember the Name - Deutschland - 2003: für das Album Get Rich or Die Tryin’ - 2007: für das Album Curtis - 2018: für die Single Ayo Technology - 2023: für die Single 21 Questions - 2023: für die Single If I Can’t - Frankreich - 2003: für das Album Get Rich or Die Tryin’ - 2005: für das Album The Massacre - 2007: für das Album Curtis - 2023: für das Album Best of 50 Cent - Griechenland - 2004: für das Album Get Rich or Die Tryin’ - 2005: für das Album The Massacre - 2021: für die Single The Woo - 2022: für die Single Candy Shop - 2022: für die Single Just a Lil Bit - 2022: für die Single P.I.M.P. - Italien - 2021: für die Single The Woo - 2023: für die Single Just a Lil Bit - 2023: für die Single 21 Questions - 2024: für das Lied Many Men (Wish Death) - 2025: für das Album The Massacre - Japan - 2003: für das Album Get Rich or Die Tryin’ - 2005: für das Album The Massacre - Neuseeland - 2008: für die Single Ayo Technology - 2014: für die Single My Life - 2020: für die Single The Woo - 2022: für das Lied When It Rains It Pours - Norwegen - 2003: für die Single P.I.M.P. - 2006: für das Album Get Rich or Die Tryin’ - Österreich - 2007: für das Album Curtis - 2025: für das Lied Remember the Name - Polen - 2008: für das Album Curtis - Portugal - 2005: für das Album The Massacre - Schweden - 2003: für die Single In da Club - 2003: für das Album Get Rich or Die Tryin’ - 2020: für die Single The Woo - Schweiz - 2003: für die Single In da Club - Spanien - 2024: für die Single P.I.M.P. - 2024: für die Single Háblame bajito - 2024: für die Single Hate It or Love It - 2024: für die Single 21 Questions - 2024: für die Single Just a Lil Bit - Ungarn - 2007: für das Album Curtis - Vereinigte Staaten - 2005: für den Mastertone Disco Inferno - 2005: für die Single How We Do - 2006: für den Mastertone Window Shopper - 2006: für den Mastertone How We Do - 2006: für den Mastertone P.I.M.P. - 2006: für den Mastertone In da Club - 2006: für den Mastertone Many Men (Wish Death) - 2006: für den Mastertone 21 Questions - 2007: für die Single Can’t Leave ’em Alone - 2010: für das Album Before I Self Destruct - 2012: für die Single Up! - 2013: für die Single Right There - 2023: für die Single Baby by Me - 2023: für die Single Get Up - 2023: für die Single If I Can’t - 2023: für die Single Hustler’s Ambition - 2023: für die Single My Life - 2023: für das Lied What Up Gangsta - 2024: für das Album Curtis - Vereinigtes Königreich - 2013: für das Videoalbum The New Breed - 2017: für die Single Buzzin’ - 2020: für die Single Right There - 2022: für das Lied Remember the Name - 2022: für das Album Before I Self Destruct - 2024: für die Single Window Shopper - 2024: für die Single Outta Control - 2025: für die Single Baby by Me | - Australien - 2003: für das Videoalbum The New Breed - 2003: für die Single 21 Questions - 2003: für die Single P.I.M.P. - 2005: für die Single Candy Shop - 2005: für das Album The Massacre - 2013: für die Single My Life - 2021: für die Single The Woo - 2021: für das Album Curtis - Belgien - 2007: für das Album Get Rich or Die Tryin’ - Brasilien - 2009: für die Single Disco Inferno - 2023: für die Single Just a Lil Bit - 2023: für die Single P.I.M.P. - 2023: für die Single Baby by Me - 2024: für die Single The Woo - 2024: für die Single You Don’t Know - 2024: für die Single Down on Me - Dänemark - 2020: für die Single Candy Shop - 2022: für die Single P.I.M.P. - 2022: für die Single Hate It or Love It - 2023: für die Single The Woo - 2025: für das Album Curtis - Deutschland - 2023: für die Single Just a Lil Bit - 2023: für die Single How We Do - 2023: für die Single Hate It or Love It - Europa - 2005: für das Album The Massacre - Frankreich - 2024: für die Single The Woo - Griechenland - 2023: für die Single Hate It or Love It - Irland - 2005: für das Album Get Rich or Die Tryin’ - 2007: für das Album Curtis - Italien - 2022: für das Album Get Rich or Die Tryin’ (Soundtrack) - 2023: für die Single Candy Shop - 2023: für die Single P.I.M.P. - 2024: für die Single Hate It or Love It - Kanada - 2023: für das Lied Remember the Name - Neuseeland - 2021: für das Album Curtis - 2021: für das Album Get Rich or Die Tryin’ (Soundtrack) - 2021: für das Lied Remember the Name - 2022: für die Single Down on Me - 2023: für die Single You Don’t Know - 2023: für die Single I’m the Man - Österreich - 2005: für das Album The Massacre - Schweiz - 2004: für das Album Get Rich or Die Tryin’ - 2005: für das Album The Massacre - Spanien - 2024: für die Single In da Club - 2025: für die Single Candy Shop - Vereinigte Staaten - 2005: für das Album Get Rich or Die Tryin’ (Soundtrack) - 2006: für den Mastertone Candy Shop - 2006: für den Mastertone Just a Lil Bit - 2018: für die Single You Don’t Know - 2019: für die Single Háblame bajito (Latin) - 2022: für die Single Wanksta - 2023: für die Single Best Friend - 2023: für die Single Hate It or Love It - 2023: für die Single I Get Money - 2023: für die Single Outta Control - 2023: für das Lied Patiently Waiting - 2023: für die Single Window Shopper - Vereinigtes Königreich - 2016: für das Album Curtis - 2021: für die Single Ayo Technology - 2022: für das Album Get Rich or Die Tryin’ (Soundtrack) - 2022: für die Single The Woo - 2022: für die Single How We Do - 2023: für die Single Just a Lil Bit - 2023: für das Lied Many Men (Wish Death) - 2024: für die Single If I Can’t - 2024: für die Single Down on Me - 2025: für die Single Crack a Bottle - Deutschland - 2023: für die Single P.I.M.P. - Mexiko - 2025: für die Single Háblame bajito | - Australien - 2003: für das Album Get Rich or Die Tryin’ - 2015: für die Single Right There - 2024: für die Single Crack a Bottle - Brasilien - 2023: für die Single Candy Shop - 2023: für die Single In da Club - 2023: für die Single Ayo Technology - 2024: für die Single I’m the Man - Dänemark - 2021: für das Album The Massacre - 2023: für die Single In da Club - Deutschland - 2024: für das Album The Massacre - Europa - 2006: für das Album Get Rich or Die Tryin’ - Griechenland - 2024: für die Single In da Club - Irland - 2005: für das Album The Massacre - Italien - 2023: für die Single In da Club - Neuseeland - 2023: für die Single Just a Lil Bit - 2024: für die Single Best Friend - Portugal - 2022: für die Single The Woo - Vereinigte Staaten - 2021: für die Single The Woo - 2022: für die Single Hate Bein’ Sober - 2023: für die Single Ayo Technology - 2023: für die Single Disco Inferno - 2023: für die Single I’m the Man - Vereinigtes Königreich - 2023: für die Single Candy Shop - 2024: für die Single 21 Questions - 2024: für das Album Best of 50 Cent - 2025: für die Single P.I.M.P. - Deutschland - 2023: für die Single Candy Shop - Australien - 2021: für die Single Ayo Technology - 2022: für die Single Hate It or Love It - Deutschland - 2023: für die Single In da Club - Kanada - 2005: für das Album The Massacre - Neuseeland - 2023: für die Single Candy Shop - 2025: für die Single How We Do - Russland - 2003: für das Album Get Rich or Die Tryin’ - 2005: für das Album The Massacre - 2007: für das Album Curtis - Vereinigte Staaten - 2022: für die Single Crack a Bottle - 2023: für die Single Just a Lil Bit - 2023: für das Lied Many Men (Wish Death) - 2023: für die Single P.I.M.P. - Vereinigtes Königreich - 2021: für das Album The Massacre - 2025: für die Single Hate It or Love It - Neuseeland - 2024: für das Album Get Rich or Die Tryin’ - 2024: für das Album The Massacre - 2025: für die Single P.I.M.P. - 2025: für die Single 21 Questions - Vereinigte Staaten - 2023: für die Single 21 Questions - Vereinigtes Königreich - 2017: für das Album Get Rich or Die Tryin’ - 2024: für die Single In da Club - Dänemark - 2024: für das Album Get Rich or Die Tryin’ - Vereinigte Staaten - 2023: für die Single Candy Shop - Kanada - 2004: für das Album Get Rich or Die Tryin’ - Neuseeland - 2024: für die Single In da Club - 2025: für die Single Hate It or Love It - Vereinigte Staaten - 2020: für das Album The Massacre - 2023: für die Single Down on Me - Vereinigte Staaten - 2020: für das Album Get Rich or Die Tryin’ - Australien - 2022: für die Single In da Club - Vereinigte Staaten - 2023: für die Single In da Club |

## Auszeichnungen nach Alben

### Guess Who’s Back?
| Land/Region                  | Auszeichnungen für Musikverkäufe (Land/Region, Auszeichnung, Verkäufe) | Verkäufe |
| ---------------------------- | ---------------------------------------------------------------------- | -------- |
| Vereinigtes Königreich (BPI) | Silber                                                                 | 60.000   |
| Insgesamt                    | 1× Silber ·                                                            | 60.000   |

### Get Rich or Die Tryin’
| Land/Region                  | Auszeichnungen für Musikverkäufe (Land/Region, Auszeichnung, Verkäufe) | Verkäufe    |
| ---------------------------- | ---------------------------------------------------------------------- | ----------- |
| Argentinien (CAPIF)          | Gold                                                                   | 20.000      |
| Australien (ARIA)            | 2× Platin                                                              | 140.000     |
| Belgien (BRMA)               | Platin                                                                 | (50.000)    |
| Dänemark (IFPI)              | 5× Platin                                                              | (100.000)   |
| Deutschland (BVMI)           | Gold                                                                   | (100.000)   |
| Europa (IFPI)                | 2× Platin                                                              | 2.000.000   |
| Frankreich (SNEP)            | Gold                                                                   | (100.000)   |
| Griechenland (IFPI)          | Gold                                                                   | (10.000)    |
| Irland (IRMA)                | Platin                                                                 | 15.000      |
| Japan (RIAJ)                 | Gold                                                                   | 100.000     |
| Kanada (MC)                  | 6× Platin                                                              | 600.000     |
| Neuseeland (RMNZ)            | 4× Platin                                                              | 60.000      |
| Norwegen (IFPI)              | Gold                                                                   | (20.000)    |
| Russland (NFPF)              | 3× Platin                                                              | (60.000)    |
| Schweden (IFPI)              | Gold                                                                   | (30.000)    |
| Schweiz (IFPI)               | Platin                                                                 | (40.000)    |
| Vereinigte Staaten (RIAA)    | 9× Platin                                                              | 9.000.000   |
| Vereinigtes Königreich (BPI) | 4× Platin                                                              | (1.200.000) |
| Insgesamt                    | 7× Gold · 38× Platin ·                                                 | 11.920.000  |

### The Massacre
| Land/Region                  | Auszeichnungen für Musikverkäufe (Land/Region, Auszeichnung, Verkäufe) | Verkäufe    |
| ---------------------------- | ---------------------------------------------------------------------- | ----------- |
| Australien (ARIA)            | Platin                                                                 | 70.000      |
| Belgien (BRMA)               | Gold                                                                   | 25.000      |
| Dänemark (IFPI)              | 2× Platin                                                              | 40.000      |
| Deutschland (BVMI)           | 2× Platin                                                              | 400.000     |
| Europa (IFPI)                | Platin                                                                 | (1.000.000) |
| Frankreich (SNEP)            | Gold                                                                   | 100.000     |
| Griechenland (IFPI)          | Gold                                                                   | 10.000      |
| Irland (IRMA)                | 2× Platin                                                              | 30.000      |
| Italien (FIMI)               | Gold                                                                   | 25.000      |
| Japan (RIAJ)                 | Gold                                                                   | 100.000     |
| Kanada (MC)                  | 3× Platin                                                              | 300.000     |
| Neuseeland (RMNZ)            | 4× Platin                                                              | 60.000      |
| Österreich (IFPI)            | Gold                                                                   | 15.000      |
| Portugal (AFP)               | Gold                                                                   | 10.000      |
| Russland (NFPF)              | 3× Platin                                                              | 60.000      |
| Schweiz (IFPI)               | Platin                                                                 | 40.000      |
| Vereinigte Staaten (RIAA)    | 6× Platin                                                              | 6.000.000   |
| Vereinigtes Königreich (BPI) | 3× Platin                                                              | 900.000     |
| Insgesamt                    | 7× Gold · 28× Platin ·                                                 | 7.780.000   |

### Get Rich or Die Tryin’ (Soundtrack)
| Land/Region                  | Auszeichnungen für Musikverkäufe (Land/Region, Auszeichnung, Verkäufe) | Verkäufe  |
| ---------------------------- | ---------------------------------------------------------------------- | --------- |
| Italien (FIMI)               | Platin                                                                 | 50.000    |
| Neuseeland (RMNZ)            | Platin                                                                 | 15.000    |
| Vereinigte Staaten (RIAA)    | Platin                                                                 | 1.000.000 |
| Vereinigtes Königreich (BPI) | Platin                                                                 | 300.000   |
| Insgesamt                    | 4× Platin ·                                                            | 1.365.000 |

### Curtis
| Land/Region                  | Auszeichnungen für Musikverkäufe (Land/Region, Auszeichnung, Verkäufe) | Verkäufe  |
| ---------------------------- | ---------------------------------------------------------------------- | --------- |
| Australien (ARIA)            | Platin                                                                 | 70.000    |
| Belgien (BRMA)               | Gold                                                                   | 15.000    |
| Dänemark (IFPI)              | Platin                                                                 | 20.000    |
| Deutschland (BVMI)           | Gold                                                                   | 100.000   |
| Frankreich (SNEP)            | Gold                                                                   | 75.000    |
| Irland (IRMA)                | Platin                                                                 | 15.000    |
| Neuseeland (RMNZ)            | Platin                                                                 | 15.000    |
| Österreich (IFPI)            | Gold                                                                   | 10.000    |
| Polen (ZPAV)                 | Gold                                                                   | 10.000    |
| Russland (NFPF)              | 3× Platin                                                              | 60.000    |
| Ungarn (MAHASZ)              | Gold                                                                   | 3.000     |
| Vereinigte Staaten (RIAA)    | Gold                                                                   | 1.336.000 |
| Vereinigtes Königreich (BPI) | Platin                                                                 | 300.000   |
| Insgesamt                    | 7× Gold · 8× Platin ·                                                  | 2.039.000 |

### Before I Self Destruct
| Land/Region                  | Auszeichnungen für Musikverkäufe (Land/Region, Auszeichnung, Verkäufe) | Verkäufe |
| ---------------------------- | ---------------------------------------------------------------------- | -------- |
| Vereinigte Staaten (RIAA)    | Gold                                                                   | 500.000  |
| Vereinigtes Königreich (BPI) | Gold                                                                   | 100.000  |
| Insgesamt                    | 2× Gold ·                                                              | 600.000  |

### Best of 50 Cent
| Land/Region                  | Auszeichnungen für Musikverkäufe (Land/Region, Auszeichnung, Verkäufe) | Verkäufe |
| ---------------------------- | ---------------------------------------------------------------------- | -------- |
| Frankreich (SNEP)            | Gold                                                                   | 50.000   |
| Vereinigtes Königreich (BPI) | 2× Platin                                                              | 600.000  |
| Insgesamt                    | 1× Gold · 2× Platin ·                                                  | 650.000  |

## Auszeichnungen nach Singles

### Wanksta
| Land/Region               | Auszeichnungen für Musikverkäufe (Land/Region, Auszeichnung, Verkäufe) | Verkäufe  |
| ------------------------- | ---------------------------------------------------------------------- | --------- |
| Vereinigte Staaten (RIAA) | Platin                                                                 | 1.000.000 |
| Insgesamt                 | 1× Platin ·                                                            | 1.000.000 |

### In da Club
| Land/Region                  | Auszeichnungen für Musikverkäufe (Land/Region, Auszeichnung, Verkäufe) | Verkäufe   |
| ---------------------------- | ---------------------------------------------------------------------- | ---------- |
| Australien (ARIA)            | 10× Platin                                                             | 700.000    |
| Belgien (BRMA)               | Gold                                                                   | 25.000     |
| Brasilien (PMB)              | 2× Platin                                                              | 120.000    |
| Dänemark (IFPI)              | 2× Platin                                                              | 180.000    |
| Deutschland (BVMI)           | 3× Platin                                                              | 900.000    |
| Griechenland (IFPI)          | 2× Platin                                                              | 40.000     |
| Italien (FIMI)               | 2× Platin                                                              | 200.000    |
| Neuseeland (RMNZ)            | 6× Platin                                                              | 180.000    |
| Schweden (IFPI)              | Gold                                                                   | 10.000     |
| Schweiz (IFPI)               | Gold                                                                   | 20.000     |
| Spanien (Promusicae)         | Platin                                                                 | 60.000     |
| Vereinigte Staaten (RIAA)    | Diamant (Single) · + Gold (Mastertone)                                 | 10.500.000 |
| Vereinigtes Königreich (BPI) | 4× Platin                                                              | 2.400.000  |
| Insgesamt                    | 4× Gold · 32× Platin · 1× Diamant ·                                    | 15.335.000 |

### 21 Questions
| Land/Region                  | Auszeichnungen für Musikverkäufe (Land/Region, Auszeichnung, Verkäufe) | Verkäufe  |
| ---------------------------- | ---------------------------------------------------------------------- | --------- |
| Australien (ARIA)            | Platin                                                                 | 70.000    |
| Brasilien (PMB)              | Gold                                                                   | 30.000    |
| Dänemark (IFPI)              | Gold                                                                   | 45.000    |
| Deutschland (BVMI)           | Gold                                                                   | 150.000   |
| Italien (FIMI)               | Gold                                                                   | 50.000    |
| Neuseeland (RMNZ)            | 4× Platin                                                              | 120.000   |
| Spanien (Promusicae)         | Gold                                                                   | 30.000    |
| Vereinigte Staaten (RIAA)    | 4× Platin (Single) · + Gold (Mastertone)                               | 4.500.000 |
| Vereinigtes Königreich (BPI) | 2× Platin                                                              | 1.200.000 |
| Insgesamt                    | 6× Gold · 11× Platin ·                                                 | 6.195.000 |

### P.I.M.P.
| Land/Region                  | Auszeichnungen für Musikverkäufe (Land/Region, Auszeichnung, Verkäufe) | Verkäufe  |
| ---------------------------- | ---------------------------------------------------------------------- | --------- |
| Australien (ARIA)            | Platin                                                                 | 70.000    |
| Brasilien (PMB)              | Platin                                                                 | 60.000    |
| Dänemark (IFPI)              | Platin                                                                 | 90.000    |
| Deutschland (BVMI)           | 3× Gold                                                                | 450.000   |
| Griechenland (IFPI)          | Gold                                                                   | 10.000    |
| Italien (FIMI)               | Platin                                                                 | 100.000   |
| Neuseeland (RMNZ)            | 4× Platin                                                              | 120.000   |
| Norwegen (IFPI)              | Gold                                                                   | 5.000     |
| Spanien (Promusicae)         | Gold                                                                   | 30.000    |
| Vereinigte Staaten (RIAA)    | 3× Platin (Single) · + Gold (Mastertone)                               | 3.500.000 |
| Vereinigtes Königreich (BPI) | 2× Platin                                                              | 1.200.000 |
| Insgesamt                    | 5× Gold · 14× Platin ·                                                 | 5.635.000 |

### If I Can’t
| Land/Region                  | Auszeichnungen für Musikverkäufe (Land/Region, Auszeichnung, Verkäufe) | Verkäufe  |
| ---------------------------- | ---------------------------------------------------------------------- | --------- |
| Dänemark (IFPI)              | Gold                                                                   | 45.000    |
| Deutschland (BVMI)           | Gold                                                                   | 150.000   |
| Vereinigte Staaten (RIAA)    | Gold                                                                   | 500.000   |
| Vereinigtes Königreich (BPI) | Platin                                                                 | 600.000   |
| Insgesamt                    | 3× Gold · 1× Platin ·                                                  | 1.295.000 |

### How We Do
| Land/Region                  | Auszeichnungen für Musikverkäufe (Land/Region, Auszeichnung, Verkäufe) | Verkäufe  |
| ---------------------------- | ---------------------------------------------------------------------- | --------- |
| Brasilien (PMB)              | Gold                                                                   | 30.000    |
| Dänemark (IFPI)              | Gold                                                                   | 45.000    |
| Deutschland (BVMI)           | Platin                                                                 | 300.000   |
| Neuseeland (RMNZ)            | 3× Platin                                                              | 90.000    |
| Vereinigte Staaten (RIAA)    | Gold (Single) · + Gold (Mastertone)                                    | 1.000.000 |
| Vereinigtes Königreich (BPI) | Platin                                                                 | 600.000   |
| Insgesamt                    | 4× Gold · 5× Platin ·                                                  | 2.065.000 |

### Hate It or Love It
| Land/Region                  | Auszeichnungen für Musikverkäufe (Land/Region, Auszeichnung, Verkäufe) | Verkäufe  |
| ---------------------------- | ---------------------------------------------------------------------- | --------- |
| Australien (ARIA)            | 3× Platin                                                              | 210.000   |
| Dänemark (IFPI)              | Platin                                                                 | 90.000    |
| Deutschland (BVMI)           | Platin                                                                 | 300.000   |
| Griechenland (IFPI)          | Platin                                                                 | 20.000    |
| Italien (FIMI)               | Platin                                                                 | 100.000   |
| Neuseeland (RMNZ)            | 6× Platin                                                              | 180.000   |
| Spanien (Promusicae)         | Gold                                                                   | 30.000    |
| Vereinigte Staaten (RIAA)    | Platin                                                                 | 1.000.000 |
| Vereinigtes Königreich (BPI) | 3× Platin                                                              | 1.800.000 |
| Insgesamt                    | 1× Gold · 17× Platin ·                                                 | 3.730.000 |

### Disco Inferno
| Land/Region                  | Auszeichnungen für Musikverkäufe (Land/Region, Auszeichnung, Verkäufe) | Verkäufe  |
| ---------------------------- | ---------------------------------------------------------------------- | --------- |
| Brasilien (PMB)              | Platin                                                                 | 60.000    |
| Vereinigte Staaten (RIAA)    | 2× Platin (Single) · + Gold (Mastertone)                               | 2.500.000 |
| Vereinigtes Königreich (BPI) | Silber                                                                 | 200.000   |
| Insgesamt                    | 1× Silber · 1× Gold · 3× Platin ·                                      | 2.760.000 |

### Candy Shop
| Land/Region                  | Auszeichnungen für Musikverkäufe (Land/Region, Auszeichnung, Verkäufe) | Verkäufe  |
| ---------------------------- | ---------------------------------------------------------------------- | --------- |
| Australien (ARIA)            | Platin                                                                 | 70.000    |
| Brasilien (PMB)              | 2× Platin                                                              | 120.000   |
| Dänemark (IFPI)              | Platin                                                                 | 90.000    |
| Deutschland (BVMI)           | 5× Gold                                                                | 750.000   |
| Griechenland (IFPI)          | Gold                                                                   | 10.000    |
| Italien (FIMI)               | Platin                                                                 | 100.000   |
| Neuseeland (RMNZ)            | 3× Platin                                                              | 90.000    |
| Spanien (Promusicae)         | Platin                                                                 | 60.000    |
| Vereinigte Staaten (RIAA)    | 5× Platin (Single) · + Platin (Mastertone)                             | 6.000.000 |
| Vereinigtes Königreich (BPI) | 2× Platin                                                              | 1.200.000 |
| Insgesamt                    | 2× Gold · 19× Platin ·                                                 | 8.490.000 |

### Just a Lil Bit
| Land/Region                  | Auszeichnungen für Musikverkäufe (Land/Region, Auszeichnung, Verkäufe) | Verkäufe  |
| ---------------------------- | ---------------------------------------------------------------------- | --------- |
| Australien (ARIA)            | Gold                                                                   | 35.000    |
| Brasilien (PMB)              | Platin                                                                 | 60.000    |
| Dänemark (IFPI)              | Gold                                                                   | 45.000    |
| Deutschland (BVMI)           | Platin                                                                 | 300.000   |
| Griechenland (IFPI)          | Gold                                                                   | 10.000    |
| Italien (FIMI)               | Gold                                                                   | 50.000    |
| Neuseeland (RMNZ)            | 2× Platin                                                              | 60.000    |
| Spanien (Promusicae)         | Gold                                                                   | 30.000    |
| Vereinigte Staaten (RIAA)    | 3× Platin (Single) · + Platin (Mastertone)                             | 4.000.000 |
| Vereinigtes Königreich (BPI) | Platin                                                                 | 600.000   |
| Insgesamt                    | 5× Gold · 9× Platin ·                                                  | 5.190.000 |

### Outta Control
| Land/Region                  | Auszeichnungen für Musikverkäufe (Land/Region, Auszeichnung, Verkäufe) | Verkäufe  |
| ---------------------------- | ---------------------------------------------------------------------- | --------- |
| Brasilien (PMB)              | Gold                                                                   | 30.000    |
| Vereinigte Staaten (RIAA)    | Platin                                                                 | 1.000.000 |
| Vereinigtes Königreich (BPI) | Gold                                                                   | 400.000   |
| Insgesamt                    | 2× Gold · 1× Platin ·                                                  | 1.430.000 |

### Hustler’s Ambition
| Land/Region                  | Auszeichnungen für Musikverkäufe (Land/Region, Auszeichnung, Verkäufe) | Verkäufe |
| ---------------------------- | ---------------------------------------------------------------------- | -------- |
| Vereinigte Staaten (RIAA)    | Gold                                                                   | 500.000  |
| Vereinigtes Königreich (BPI) | Silber                                                                 | 200.000  |
| Insgesamt                    | 1× Silber · 1× Gold ·                                                  | 700.000  |

### Window Shopper
| Land/Region                  | Auszeichnungen für Musikverkäufe (Land/Region, Auszeichnung, Verkäufe) | Verkäufe  |
| ---------------------------- | ---------------------------------------------------------------------- | --------- |
| Brasilien (PMB)              | Gold                                                                   | 30.000    |
| Vereinigte Staaten (RIAA)    | Platin (Single) · + Gold (Mastertone)                                  | 1.500.000 |
| Vereinigtes Königreich (BPI) | Gold                                                                   | 400.000   |
| Insgesamt                    | 3× Gold · 1× Platin ·                                                  | 1.930.000 |

### Best Friend
| Land/Region                  | Auszeichnungen für Musikverkäufe (Land/Region, Auszeichnung, Verkäufe) | Verkäufe  |
| ---------------------------- | ---------------------------------------------------------------------- | --------- |
| Brasilien (PMB)              | Gold                                                                   | 30.000    |
| Neuseeland (RMNZ)            | 2× Platin                                                              | 60.000    |
| Vereinigte Staaten (RIAA)    | Platin                                                                 | 1.000.000 |
| Vereinigtes Königreich (BPI) | Silber                                                                 | 200.000   |
| Insgesamt                    | 1× Silber · 1× Gold · 3× Platin ·                                      | 1.290.000 |

### Straight to the Bank
| Land/Region     | Auszeichnungen für Musikverkäufe (Land/Region, Auszeichnung, Verkäufe) | Verkäufe |
| --------------- | ---------------------------------------------------------------------- | -------- |
| Brasilien (PMB) | Gold                                                                   | 30.000   |
| Insgesamt       | 1× Gold ·                                                              | 30.000   |

### I Get Money
| Land/Region               | Auszeichnungen für Musikverkäufe (Land/Region, Auszeichnung, Verkäufe) | Verkäufe  |
| ------------------------- | ---------------------------------------------------------------------- | --------- |
| Vereinigte Staaten (RIAA) | Platin                                                                 | 1.000.000 |
| Insgesamt                 | 1× Platin ·                                                            | 1.000.000 |

### You Don’t Know
| Land/Region                  | Auszeichnungen für Musikverkäufe (Land/Region, Auszeichnung, Verkäufe) | Verkäufe  |
| ---------------------------- | ---------------------------------------------------------------------- | --------- |
| Australien (ARIA)            | Gold                                                                   | 35.000    |
| Brasilien (PMB)              | Platin                                                                 | 60.000    |
| Neuseeland (RMNZ)            | Platin                                                                 | 30.000    |
| Vereinigte Staaten (RIAA)    | Platin                                                                 | 1.000.000 |
| Vereinigtes Königreich (BPI) | Silber                                                                 | 200.000   |
| Insgesamt                    | 1× Silber · 1× Gold · 3× Platin ·                                      | 1.325.000 |

### Can’t Leave Em Alone
| Land/Region               | Auszeichnungen für Musikverkäufe (Land/Region, Auszeichnung, Verkäufe) | Verkäufe |
| ------------------------- | ---------------------------------------------------------------------- | -------- |
| Vereinigte Staaten (RIAA) | Gold                                                                   | 500.000  |
| Insgesamt                 | 1× Gold ·                                                              | 500.000  |

### Ayo Technology
| Land/Region                  | Auszeichnungen für Musikverkäufe (Land/Region, Auszeichnung, Verkäufe) | Verkäufe  |
| ---------------------------- | ---------------------------------------------------------------------- | --------- |
| Australien (ARIA)            | 3× Platin                                                              | 210.000   |
| Brasilien (PMB)              | 2× Platin                                                              | 120.000   |
| Dänemark (IFPI)              | Gold                                                                   | 7.500     |
| Deutschland (BVMI)           | Gold                                                                   | 150.000   |
| Neuseeland (RMNZ)            | Gold                                                                   | 7.500     |
| Vereinigte Staaten (RIAA)    | 2× Platin                                                              | 2.000.000 |
| Vereinigtes Königreich (BPI) | Platin                                                                 | 600.000   |
| Insgesamt                    | 3× Gold · 8× Platin ·                                                  | 3.095.000 |

### I’ll Still Kill
| Land/Region     | Auszeichnungen für Musikverkäufe (Land/Region, Auszeichnung, Verkäufe) | Verkäufe |
| --------------- | ---------------------------------------------------------------------- | -------- |
| Brasilien (PMB) | Gold                                                                   | 30.000   |
| Insgesamt       | 1× Gold ·                                                              | 30.000   |

### Get Up
| Land/Region               | Auszeichnungen für Musikverkäufe (Land/Region, Auszeichnung, Verkäufe) | Verkäufe |
| ------------------------- | ---------------------------------------------------------------------- | -------- |
| Vereinigte Staaten (RIAA) | Gold                                                                   | 500.000  |
| Insgesamt                 | 1× Gold ·                                                              | 500.000  |

### Crack a Bottle
| Land/Region                  | Auszeichnungen für Musikverkäufe (Land/Region, Auszeichnung, Verkäufe) | Verkäufe  |
| ---------------------------- | ---------------------------------------------------------------------- | --------- |
| Australien (ARIA)            | 2× Platin                                                              | 140.000   |
| Brasilien (PMB)              | Gold                                                                   | 30.000    |
| Vereinigte Staaten (RIAA)    | 3× Platin                                                              | 3.000.000 |
| Vereinigtes Königreich (BPI) | Platin                                                                 | 600.000   |
| Insgesamt                    | 1× Gold · 6× Platin ·                                                  | 3.770.000 |

### Baby by Me
| Land/Region                  | Auszeichnungen für Musikverkäufe (Land/Region, Auszeichnung, Verkäufe) | Verkäufe  |
| ---------------------------- | ---------------------------------------------------------------------- | --------- |
| Brasilien (PMB)              | Platin                                                                 | 60.000    |
| Südkorea (KMCA)              | —                                                                      | 211.201   |
| Vereinigte Staaten (RIAA)    | Gold                                                                   | 500.000   |
| Vereinigtes Königreich (BPI) | Gold                                                                   | 400.000   |
| Insgesamt                    | 2× Gold · 1× Platin ·                                                  | 1.171.201 |

### Down on Me
| Land/Region                  | Auszeichnungen für Musikverkäufe (Land/Region, Auszeichnung, Verkäufe) | Verkäufe  |
| ---------------------------- | ---------------------------------------------------------------------- | --------- |
| Brasilien (PMB)              | Platin                                                                 | 60.000    |
| Dänemark (IFPI)              | Gold                                                                   | 45.000    |
| Neuseeland (RMNZ)            | Platin                                                                 | 30.000    |
| Vereinigte Staaten (RIAA)    | 6× Platin                                                              | 6.000.000 |
| Vereinigtes Königreich (BPI) | Platin                                                                 | 600.000   |
| Insgesamt                    | 1× Gold · 9× Platin ·                                                  | 6.735.000 |

### Buzzin’
| Land/Region                  | Auszeichnungen für Musikverkäufe (Land/Region, Auszeichnung, Verkäufe) | Verkäufe |
| ---------------------------- | ---------------------------------------------------------------------- | -------- |
| Vereinigtes Königreich (BPI) | Gold                                                                   | 400.000  |
| Insgesamt                    | 1× Gold ·                                                              | 400.000  |

### Right There
| Land/Region                  | Auszeichnungen für Musikverkäufe (Land/Region, Auszeichnung, Verkäufe) | Verkäufe  |
| ---------------------------- | ---------------------------------------------------------------------- | --------- |
| Australien (ARIA)            | 2× Platin                                                              | 140.000   |
| Brasilien (PMB)              | Gold                                                                   | 30.000    |
| Vereinigte Staaten (RIAA)    | Gold                                                                   | 500.000   |
| Vereinigtes Königreich (BPI) | Gold                                                                   | 400.000   |
| Insgesamt                    | 3× Gold · 2× Platin ·                                                  | 1.070.000 |

### Up!
| Land/Region               | Auszeichnungen für Musikverkäufe (Land/Region, Auszeichnung, Verkäufe) | Verkäufe |
| ------------------------- | ---------------------------------------------------------------------- | -------- |
| Vereinigte Staaten (RIAA) | Gold                                                                   | 500.000  |
| Insgesamt                 | 1× Gold ·                                                              | 500.000  |

### My Life
| Land/Region                  | Auszeichnungen für Musikverkäufe (Land/Region, Auszeichnung, Verkäufe) | Verkäufe |
| ---------------------------- | ---------------------------------------------------------------------- | -------- |
| Australien (ARIA)            | Platin                                                                 | 70.000   |
| Brasilien (PMB)              | Gold                                                                   | 30.000   |
| Neuseeland (RMNZ)            | Gold                                                                   | 7.500    |
| Vereinigte Staaten (RIAA)    | Gold                                                                   | 500.000  |
| Vereinigtes Königreich (BPI) | Silber                                                                 | 200.000  |
| Insgesamt                    | 1× Silber · 3× Gold · 1× Platin ·                                      | 807.500  |

### Hate Bein’ Sober
| Land/Region               | Auszeichnungen für Musikverkäufe (Land/Region, Auszeichnung, Verkäufe) | Verkäufe  |
| ------------------------- | ---------------------------------------------------------------------- | --------- |
| Vereinigte Staaten (RIAA) | 2× Platin                                                              | 2.000.000 |
| Insgesamt                 | 2× Platin ·                                                            | 2.000.000 |

### Big Rich Town
| Land/Region                  | Auszeichnungen für Musikverkäufe (Land/Region, Auszeichnung, Verkäufe) | Verkäufe |
| ---------------------------- | ---------------------------------------------------------------------- | -------- |
| Vereinigtes Königreich (BPI) | Silber                                                                 | 200.000  |
| Insgesamt                    | 1× Silber ·                                                            | 200.000  |

### I’m the Man
| Land/Region                  | Auszeichnungen für Musikverkäufe (Land/Region, Auszeichnung, Verkäufe) | Verkäufe  |
| ---------------------------- | ---------------------------------------------------------------------- | --------- |
| Brasilien (PMB)              | 2× Platin                                                              | 120.000   |
| Neuseeland (RMNZ)            | Platin                                                                 | 30.000    |
| Vereinigte Staaten (RIAA)    | 2× Platin                                                              | 2.000.000 |
| Vereinigtes Königreich (BPI) | Silber                                                                 | 200.000   |
| Insgesamt                    | 1× Silber · 5× Platin ·                                                | 2.350.000 |

### Háblame Bajito
| Land/Region               | Auszeichnungen für Musikverkäufe (Land/Region, Auszeichnung, Verkäufe) | Verkäufe |
| ------------------------- | ---------------------------------------------------------------------- | -------- |
| Mexiko (AMPROFON)         | 3× Gold                                                                | 90.000   |
| Spanien (Promusicae)      | Gold                                                                   | 30.000   |
| Vereinigte Staaten (RIAA) | Platin                                                                 | 60.000   |
| Insgesamt                 | 2× Gold · 2× Platin ·                                                  | 180.000  |

### The Woo
| Land/Region                  | Auszeichnungen für Musikverkäufe (Land/Region, Auszeichnung, Verkäufe) | Verkäufe  |
| ---------------------------- | ---------------------------------------------------------------------- | --------- |
| Australien (ARIA)            | Platin                                                                 | 70.000    |
| Brasilien (PMB)              | Platin                                                                 | 40.000    |
| Dänemark (IFPI)              | Platin                                                                 | 90.000    |
| Frankreich (SNEP)            | Platin                                                                 | 200.000   |
| Griechenland (IFPI)          | Gold                                                                   | 10.000    |
| Italien (FIMI)               | Gold                                                                   | 35.000    |
| Neuseeland (RMNZ)            | Gold                                                                   | 15.000    |
| Portugal (AFP)               | 2× Platin                                                              | 20.000    |
| Schweden (IFPI)              | Gold                                                                   | 40.000    |
| Vereinigte Staaten (RIAA)    | 2× Platin                                                              | 2.000.000 |
| Vereinigtes Königreich (BPI) | Platin                                                                 | 600.000   |
| Insgesamt                    | 4× Gold · 9× Platin ·                                                  | 3.120.000 |

## Auszeichnungen nach Liedern

### What Up Gangsta
| Land/Region               | Auszeichnungen für Musikverkäufe (Land/Region, Auszeichnung, Verkäufe) | Verkäufe |
| ------------------------- | ---------------------------------------------------------------------- | -------- |
| Vereinigte Staaten (RIAA) | Gold                                                                   | 500.000  |
| Insgesamt                 | 1× Gold ·                                                              | 500.000  |

### Patiently Waiting
| Land/Region                  | Auszeichnungen für Musikverkäufe (Land/Region, Auszeichnung, Verkäufe) | Verkäufe  |
| ---------------------------- | ---------------------------------------------------------------------- | --------- |
| Vereinigte Staaten (RIAA)    | Platin                                                                 | 1.000.000 |
| Vereinigtes Königreich (BPI) | Silber                                                                 | 200.000   |
| Insgesamt                    | 1× Silber · 1× Platin ·                                                | 1.200.000 |

### Many Men (Wish Death)
| Land/Region                  | Auszeichnungen für Musikverkäufe (Land/Region, Auszeichnung, Verkäufe) | Verkäufe  |
| ---------------------------- | ---------------------------------------------------------------------- | --------- |
| Brasilien (PMB)              | Gold                                                                   | 30.000    |
| Dänemark (IFPI)              | Gold                                                                   | 45.000    |
| Italien (FIMI)               | Gold                                                                   | 50.000    |
| Vereinigte Staaten (RIAA)    | 3× Platin (Lied) · + Gold (Mastertone)                                 | 4.500.000 |
| Vereinigtes Königreich (BPI) | Platin                                                                 | 600.000   |
| Insgesamt                    | 4× Gold · 4× Platin ·                                                  | 4.225.000 |

### Never Enough
| Land/Region       | Auszeichnungen für Musikverkäufe (Land/Region, Auszeichnung, Verkäufe) | Verkäufe |
| ----------------- | ---------------------------------------------------------------------- | -------- |
| Australien (ARIA) | Gold                                                                   | 35.000   |
| Insgesamt         | 1× Gold ·                                                              | 35.000   |

### When It Rains It Pours
| Land/Region                  | Auszeichnungen für Musikverkäufe (Land/Region, Auszeichnung, Verkäufe) | Verkäufe |
| ---------------------------- | ---------------------------------------------------------------------- | -------- |
| Neuseeland (RMNZ)            | Gold                                                                   | 15.000   |
| Vereinigtes Königreich (BPI) | Silber                                                                 | 200.000  |
| Insgesamt                    | 1× Silber · 1× Gold ·                                                  | 215.000  |

### Monster
| Land/Region     | Auszeichnungen für Musikverkäufe (Land/Region, Auszeichnung, Verkäufe) | Verkäufe |
| --------------- | ---------------------------------------------------------------------- | -------- |
| Südkorea (KMCA) | —                                                                      | 77.346   |
| Insgesamt       | —                                                                      | 77.346   |

### Remember the Name
| Land/Region                  | Auszeichnungen für Musikverkäufe (Land/Region, Auszeichnung, Verkäufe) | Verkäufe |
| ---------------------------- | ---------------------------------------------------------------------- | -------- |
| Dänemark (IFPI)              | Gold                                                                   | 45.000   |
| Kanada (MC)                  | Platin                                                                 | 80.000   |
| Neuseeland (RMNZ)            | Platin                                                                 | 30.000   |
| Österreich (IFPI)            | Gold                                                                   | 15.000   |
| Vereinigtes Königreich (BPI) | Gold                                                                   | 400.000  |
| Insgesamt                    | 3× Gold · 2× Platin ·                                                  | 570.000  |

### Is This Love (’09)
| Land/Region     | Auszeichnungen für Musikverkäufe (Land/Region, Auszeichnung, Verkäufe) | Verkäufe |
| --------------- | ---------------------------------------------------------------------- | -------- |
| Brasilien (PMB) | Gold                                                                   | 20.000   |
| Insgesamt       | 1× Gold ·                                                              | 20.000   |

## Auszeichnungen nach Musikstreamings

### In da Club
| Land/Region     | Auszeichnungen für Musikverkäufe (Land/Region, Auszeichnung, Verkäufe) | Verkäufe |
| --------------- | ---------------------------------------------------------------------- | -------- |
| Dänemark (IFPI) | Gold                                                                   | 900.000  |
| Insgesamt       | 1× Gold ·                                                              | 900.000  |

## Auszeichnungen nach Videoalben

### The New Breed
| Land/Region                  | Auszeichnungen für Musikverkäufe (Land/Region, Auszeichnung, Verkäufe) | Verkäufe |
| ---------------------------- | ---------------------------------------------------------------------- | -------- |
| Australien (ARIA)            | Platin                                                                 | 15.000   |
| Vereinigtes Königreich (BPI) | Gold                                                                   | 25.000   |
| Insgesamt                    | 1× Gold · 1× Platin ·                                                  | 40.000   |

## Statistik und Quellen
| Land/RegionAuszeichnungen für Musikverkäufe (Land/Region, Auszeichnungen, Verkäufe, Quellen) | Silber       | Gold         | Platin         | Diamant  | Verkäufe    | Quellen                                                     |
| -------------------------------------------------------------------------------------------- | ------------ | ------------ | -------------- | -------- | ----------- | ----------------------------------------------------------- |
| Argentinien (CAPIF)                                                                          | —            | Gold1        | —              | —        | 20.000      | capif.org.ar (Memento vom 6. Juli 2011 im Internet Archive) |
| Australien (ARIA)                                                                            | —            | 3× Gold3     | 30× Platin30   | —        | 2.115.000   | aria.com.au                                                 |
| Belgien (BRMA)                                                                               | —            | 3× Gold3     | Platin1        | —        | 115.000     | ultratop.be                                                 |
| Brasilien (PMB)                                                                              | —            | 12× Gold12   | 15× Platin15   | —        | 1.230.000   | pro-musicabr.org.br                                         |
| Dänemark (IFPI)                                                                              | —            | 9× Gold9     | 14× Platin14   | —        | 1.012.500   | ifpi.dk                                                     |
| Deutschland (BVMI)                                                                           | —            | 7× Gold7     | 11× Platin11   | —        | 4.050.000   | musikindustrie.de                                           |
| Europa (IFPI)                                                                                | —            | —            | 3× Platin3     | —        | (3.000.000) | ifpi.org (Memento vom 15. Oktober 2013 im Internet Archive) |
| Frankreich (SNEP)                                                                            | —            | 4× Gold4     | Platin1        | —        | 525.000     | snepmusique.com FR2                                         |
| Griechenland (IFPI)                                                                          | —            | 6× Gold6     | 3× Platin3     | —        | 120.000     | Einzelnachweise                                             |
| Irland (IRMA)                                                                                | —            | —            | 4× Platin4     | —        | 60.000      | irishcharts.ie                                              |
| Italien (FIMI)                                                                               | —            | 5× Gold5     | 6× Platin6     | —        | 760.000     | fimi.it                                                     |
| Japan (RIAJ)                                                                                 | —            | 2× Gold2     | —              | —        | 200.000     | riaj.or.jp                                                  |
| Kanada (MC)                                                                                  | —            | —            | 10× Platin10   | —        | 980.000     | musiccanada.com                                             |
| Mexiko (AMPROFON)                                                                            | —            | Gold1        | Platin1        | —        | 90.000      | amprofon.com.mx                                             |
| Neuseeland (RMNZ)                                                                            | —            | 4× Gold4     | 44× Platin44   | —        | 1.215.000   | aotearoamusiccharts.co.nz NZ2 NZ3                           |
| Norwegen (IFPI)                                                                              | —            | 2× Gold2     | —              | —        | 25.000      | ifpi.no (Memento vom 5. November 2012 im Internet Archive)  |
| Österreich (IFPI)                                                                            | —            | 2× Gold2     | Platin1        | —        | 55.000      | ifpi.at                                                     |
| Polen (ZPAV)                                                                                 | —            | Gold1        | —              | —        | 10.000      | olis.pl                                                     |
| Portugal (AFP)                                                                               | —            | Gold1        | 2× Platin2     | —        | 30.000      | Einzelnachweise                                             |
| Russland (NFPF)                                                                              | —            | —            | 9× Platin9     | —        | 180.000     | 2m-online.ru                                                |
| Schweden (IFPI)                                                                              | —            | 3× Gold3     | —              | —        | 80.000      | sverigetopplistan.se                                        |
| Schweiz (IFPI)                                                                               | —            | Gold1        | 2× Platin2     | —        | 100.000     | hitparade.ch                                                |
| Spanien (Promusicae)                                                                         | —            | 5× Gold5     | 2× Platin2     | —        | 270.000     | elportaldemusica.es                                         |
| Südkorea (KMCA)                                                                              | —            | —            | —              | —        | 288.547     | Einzelnachweise                                             |
| Ungarn (MAHASZ)                                                                              | —            | Gold1        | —              | —        | 3.000       | slagerlistak.hu                                             |
| Vereinigte Staaten (RIAA)                                                                    | —            | 18× Gold18   | 64× Platin64   | Diamant1 | 84.096.000  | riaa.com                                                    |
| Vereinigtes Königreich (BPI)                                                                 | 10× Silber10 | 9× Gold9     | 31× Platin31   | —        | 20.085.000  | bpi.co.uk                                                   |
| Insgesamt                                                                                    | 10× Silber10 | 100× Gold100 | 254× Platin254 | Diamant1 |             |                                                             |